# Adrianichthyidae
Adrianichthyidae är en familj av fiskar. Adrianichthyidae ingår i ordningen näbbgäddartade fiskar, klassen strålfeniga fiskar, fylumet ryggsträngsdjur och riket djur. Enligt Catalogue of Life omfattar familjen Adrianichthyidae 32 arter.
Kladogram enligt Catalogue of Life:
| Adrianichthyidae | \| \| Adrianichthys \| \| \| \| \| \| Oryzias \| \| \| \| |
|                  | \| \| Adrianichthys \| \| \| \| \| \| Oryzias \| \| \| \| |
|                  | näbbgäddefiskar                                           |
|                  |                                                           |
|                  | Exocoetidae                                               |
|                  |                                                           |
|                  | Hemiramphidae                                             |
|                  |                                                           |
|                  | makrillgäddefiskar                                        |
|                  |                                                           |
|                  | Adrianichthys                                             |
|                  |                                                           |
|                  | Oryzias                                                   |
|                  |                                                           |

|  | Adrianichthys |
|  |               |
|  | Oryzias       |
|  |               |

## Bildgalleri

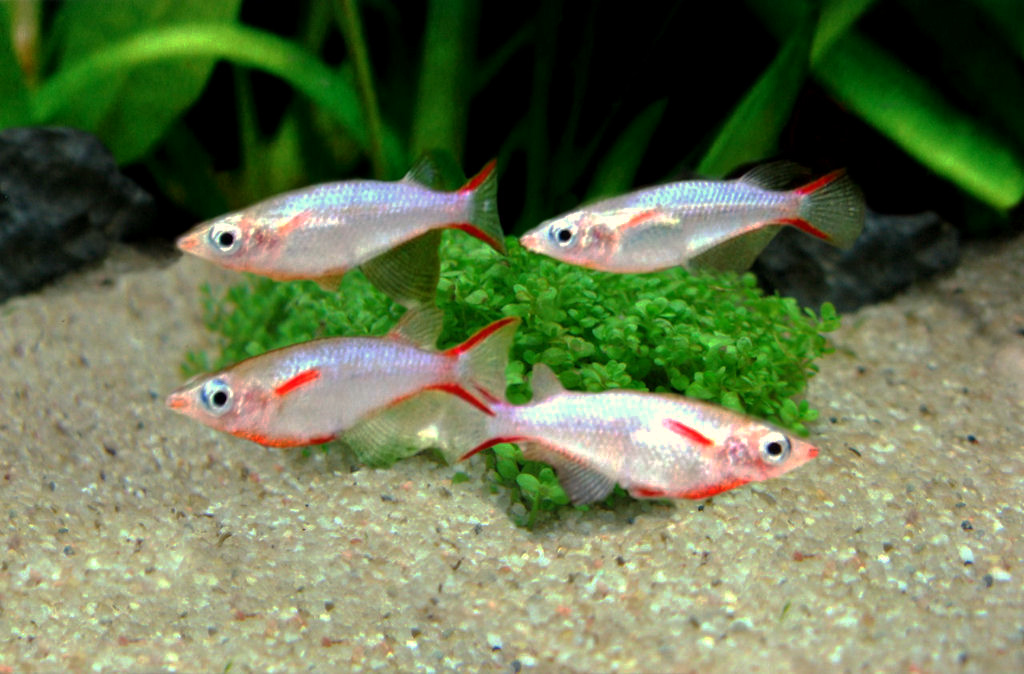
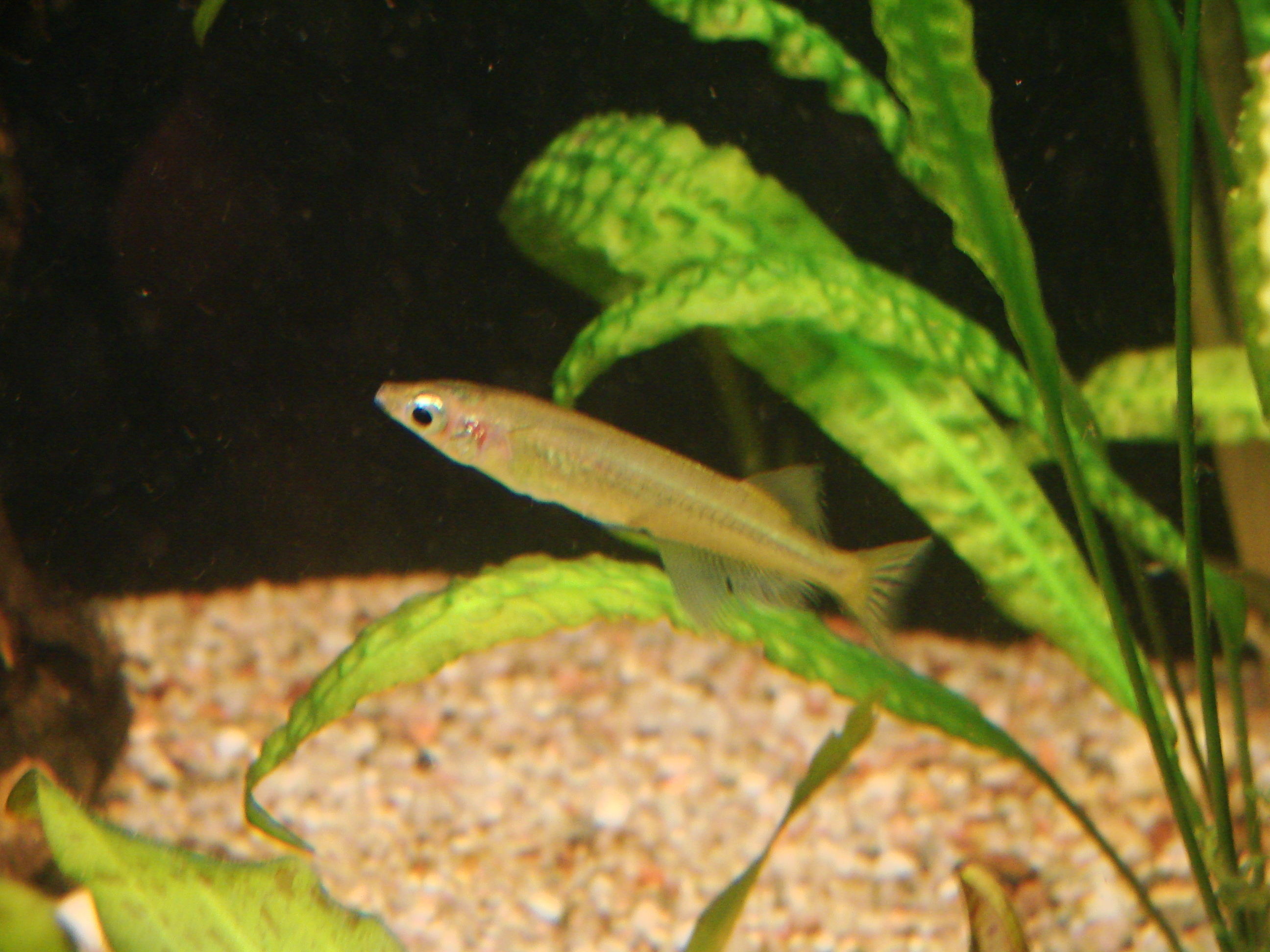
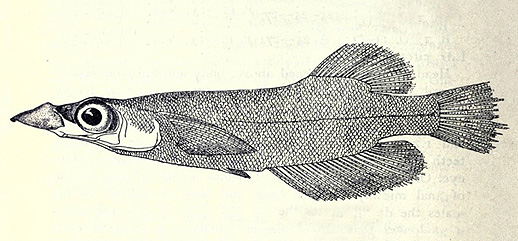
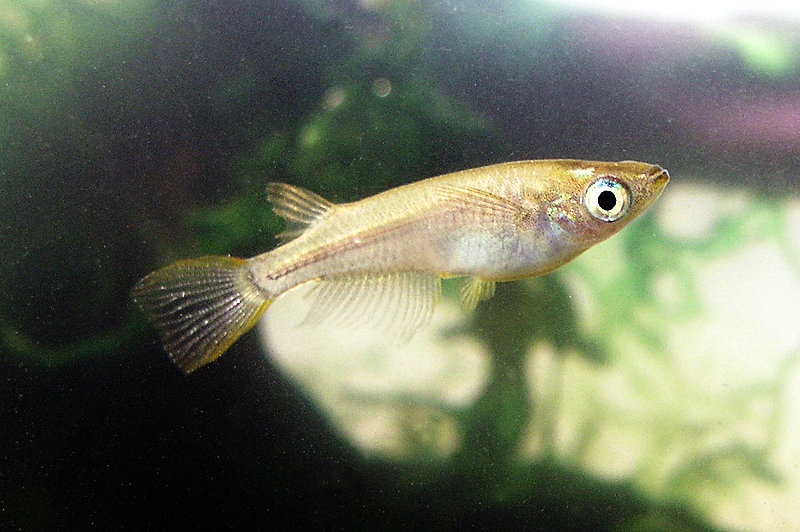